# Ана Видович
А́на Видо́вич (хорв. Ana Vidović, 8 листопада 1980, Карловац) — хорватська віртуозна гітаристка.

## Біографія
Ана Видович — вундеркінд, вона почала грати на гітарі до 5 років під впливом брата Віктора, який грав на класичній гітарі (теж гітарист-віртуоз). Їхній батько теж був гітаристом, але визнання здобув, граючи на електричній гітарі. На міжнародному рівні Ана почала виступати у 8 і 11 років, а в 13 стала наймолодшою зі  студентів престижної Національної музичної академії в Загребі, де вчилася у професора Іштвана Ромера. Також вчилася у Загребському університеті. 
Здобувши репутацію в Європі, отримала запрошення на навчання в Консерваторії Пібоді (Балтимор, США) у кубинського гітариста Мануеля Барруеко, яку закінчила в травні 2003 року. З тих пір вона живе у США, де також працює приватною педагогинею.
Ана Видович випустила 6 дисків, виданих лейблами Croatia Records, BGS, і Наксос і два DVD-диски.

## Дискографія
CD
- Ana Vidovic, Croatia Records, 1994
- Ana Vidovic — Gitara, Croatia Records, 1996
- Guitar Recital, Naxos Laureate Series, 1998
- The Croatian Prodigy, BGS, 1999
- Ana Vidovic Live!, Croatia Records, 2001
- Federico Moreno Torroba Guitar Music Vol. 1, Naxos, 2007

DVD
- Ana Vidovic-Guitar Virtuoso: A Live Performance and Interview! Mel Bay Prod., 2006